# Gerard Oliva Gorgori
Gerard Oliva i Gorgori (Riudecanyes, 7 d'octubre de 1989) és un futbolista professional català que juga com a davanter a la Unio Esportiva Sant Andreu de la Segona Federació.
Durant la seva carrera esportiva, ha estat vinculat principalment a equips de segona divisió B. Ha jugat al CD Numancia, Atlético de Madrid B, SD Huesca, CF Badalona, Atlètic Balears, entre d'altres. El 2018 va fitxar pel MKS Cracòvia, a la primera divisió polonesa. Durant la seva estada a Polònia va patir una greu lesió al genoll i el 2019 va tornar a Catalunya i va entrar al Gimnàstic de Tarragona fins a 2020, el qual li va oferir recuperar-se i un lloc a la plantilla. Més tard fou renovat fins a 2021.